# Мъдрост в будизма
Праджна (на санскрит: प्रज्ञा) или панна (пали) е будистко понятие, което може да бъде определено като мъдрост, разбиране, разпознаване и проницателност, способност за вникване, интуитивно възприемане, когнитивна точност . Превежда се и като трансцендентна мъдрост. Тя е едно от трите подразделения на Благородния осмократен път, а в контекста на Махаяна е шестото освобождаващо действие или Парамита. Смята се, че тя е присъща на всички същества, но трябва да бъде развивана . Смята се, че тази мъдрост съществува универсалния поток на битието и може да се преживее интуитивно чрез медитация. В някои будистки школи мъдростта е основа и резултат от разбирането и възприемането на Четирите благородни истини, непостоянство на нещата, тяхното взаимозависимо възникване, необремененост с „аз“ и празнота, пустота. Праджна е мъдрост, която е способна да премахне страданията (клеси) и да донесе просветление.
Етимологично значението на думата може да се проследи така: на санскрит джна може да се преведе като „съзнание“, „знание“ или „разбиране“. Пра е частица за подсилване, която може да се преведе като „по-високо/а“, „огромна“, „велика“ или „допълнителна, надхвърляща“.
"Дори и бодхисатвата да практикува непрестанно всичките [пет] парамити дана, сила, кшанти, вирия и дхиана, той няма да може да постигне състояние на пълно познание... Така, акумулацията на всички други достойнства, ако е водена, направлявана от праджна води до пълно познание" 